# 乳房下垂
乳房下垂（英語：Breast ptosis）是指女性乳房松弛下垂的医学术语。許多女性和医学专业人士誤以為哺乳會增加乳房下垂的机率。人們還常認為乳房本身不能提供足夠的支撐力，並且戴胸罩可以防止下垂，但事實並非如此。
下垂是老化的自然迹象。女性的发育速度和下垂的程度，取决于众多因素。女性乳房下垂的主要因素包括吸烟、身体质量指数、怀孕次数、怀孕前的罩杯大小和年龄。
乳房下垂也会遗传，这取决于女性皮肤的弹性、乳房大小及脂肪和腺体组织的平衡。体重增加，乳房大小和皮肤弹性的相应增加，也会导致下垂。
整形外科医师通过评估乳头相对于乳房下皱襞的位置，即乳房下侧附着在胸壁的程度。对下垂的严重程度进行分类。到最成熟的阶段，乳头位于折裂下方并指向地面。

## 腺体组织
解剖学上，女性乳房不含任何肌肉，而是由软的腺体组织组成。乳房由乳腺、输乳管、脂肪组织和乳房悬韧带。乳腺在人的一生中保持相对稳定。脂肪组织附近乳腺腺体的体积会产生改变。尽管决定乳房形状和大小的确切机制并未为人所熟知，但脂肪组织的数量及分布，在很小程度上，乳腺组织会引起乳房大小、形状和体积的变化。乳房韧带提供有限的结缔组织用以支撑乳房。

## 病因
下垂部分取决于皮肤弹性和乳房密度等遗传性状，这些会影响轻质脂肪的比例，加重乳腺。某些下垂是由产生乳房密度的腺体组织老化造成的。影响下垂的最大因素是吸烟、女性的身体质量指数（BMI）、怀孕次数、怀孕前乳房罩杯大小和年龄。

### 关键因素
肯塔基大学整形外科医生布莱恩·林克遇到过很多将乳房下垂归咎于母乳喂养的女性，这通常是职业医生所相信的。他决定找出真正的原因，于是在1998年至2006年间，与其他研究者采访了132正打算隆胸或提胸的女性。他们研究了女性的病史、身体质量指数（BMI）、怀孕次数、怀孕前乳房罩杯大小和吸烟情况。研究结果在美国整形外科医生协会的会议上發表。根据林克的研究，有四大关键因素。吸烟破坏了皮肤中称为“弹性蛋白”的蛋白质，该物质能给予年轻肌肤弹性外观，支撑乳房。怀孕与下垂密切相关，每次妊娠都会增加其效果。至于大多数女性的年龄，乳房自然产生的重力趋向于下垂在乳房下皱襞，下侧连接点位于胸壁，这在大胸女性身上更为真实。第四个因素是体重增减。

### 母乳喂养
许多女性误以为母乳喂养会导致乳房下垂，导致其中一些不愿意养育自己的婴儿。研究表明，母乳喂养并非致病因素之一。

### 剧烈运动
跑动时，乳房可能垂直、水平、横向三方向运动，总体上看是8字形运动。大型乳房的无节制运动时间长了会促进下垂。运动研究表明，女性跑动时，乳房总体运动的50%以上是垂直的，22%是边对边的，27%是里外的。2007年的一项研究发现，每个罩杯单独成型的密封型运动胸罩减少乳房在锻炼时的运动总量，比按得乳房更贴近躯干的压缩型胸罩更为有效。密封型胸罩减少了三个方向中两个方向的运动，而压缩型胸罩只能减少一个方向的运动。此前，人们普遍认为，小到中等大小的乳房穿压缩型运动胸罩受益最大，大胸女性需要密封型运动胸罩。

## 症状
女性乳房的大小、体积和位置随着发展会有所改变。乳房大的年轻女性可能会在早年间出现下垂。下垂主要由乳房体积及重量与身体大小不匀称引起。乳房下层皮肤的弹性也会带来下垂。年纪增長，韧带就会自然拉抻，逐渐失去力量。

### 怀孕的影响
怀孕期间，卵巢和胎盘会产生两性激素，刺激15到20叶乳房乳汁分泌腺的发展。多次怀孕的妇女哺乳期间会反复舒展肿胀的皮肤表层。女性乳房的大小会在反复的妊娠中改变，乳腺腺体的充满着乳汁，让每次怀孕时的体重改变。此外，一旦停止产奶（通常称为孩子断奶），肥大乳腺的数量会减少，但体积和密度仍然增加，这些变化进一步导致乳腺的下垂。

### 中年女性
造成中年女性乳房下垂的成因有多种。对于已经怀孕的女性，产后荷尔蒙的变化会引起枯竭乳腺萎缩。超重或体重有变化的女性，其悬韧带也会被拉抻。当这些因素都在起作用时，乳房脱垂继续下降。乳房下垂的女性站立时，底部或下侧的皮肤超出乳房下皱襞，贴着胸壁。乳头乳晕复合体相对于乳房下皱襞，往往移动至乳房的更低处。乳头还会向下指。

### 已绝经女性
女性绝经后的乳房萎缩因皮肤老化和韧性的过度紧张而恶化。这在部分上是由于雌激素的减少，影响包括乳房组织在内的全身组织。雌激素的流失减轻了乳房的大小和丰满度。雌激素必须靠由乳房的许多结缔组织构成的称为“胶原”的纤维状蛋白质来维持。

### 下垂阶段

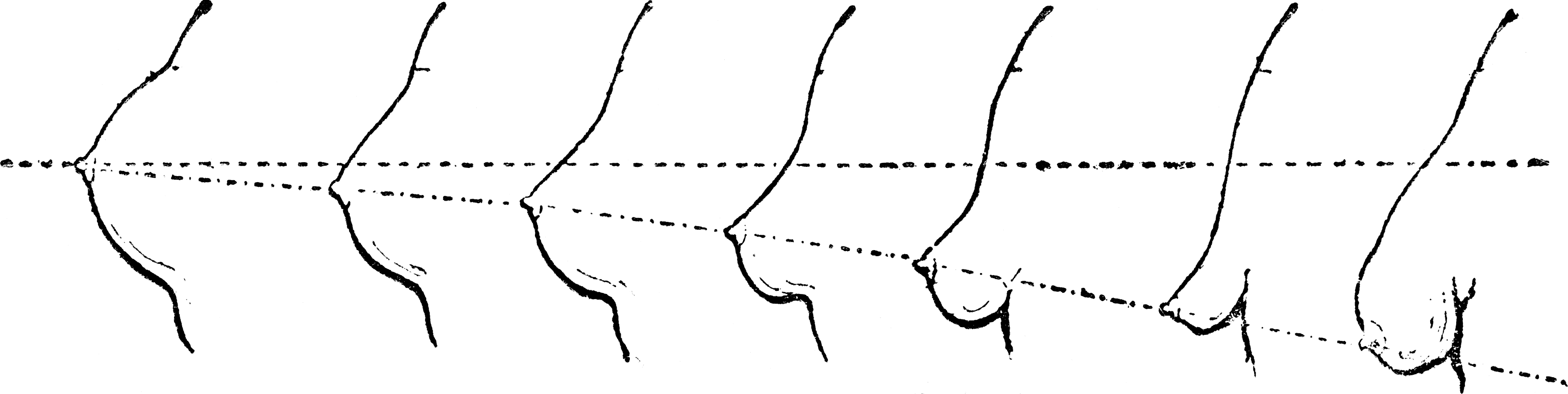
下垂的阶段

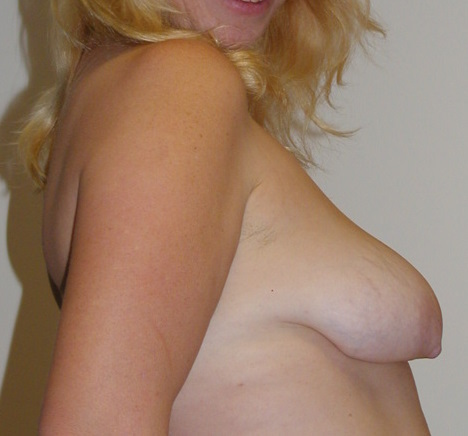
重度下垂

整形医生借助修改过的“雷格尔特乳房下垂标准”来描述乳房下垂的阶段：
- I级：轻度下垂——乳头处于乳房下皱襞水平面和大部分乳房组织的上部。
- II级：中度下垂——乳头位于乳房下皱襞的下方但高于大部分乳房组织。
- III级：高度下垂——乳头低于乳房下皱襞和乳房突起的大部分水平面。
- IV级：重度下垂——乳头远低于乳房下皱襞，指向地面。
- 伪下垂——乳头位于或高出乳房下皱襞，低于乳房垂度的下半部，地狱皱襞。这在停止哺乳的女性身上最经常见到，此时她腺体的乳汁萎缩致使乳房组织下垂。
- 实质上的分布不均——下部乳房组织缺乏丰满，乳房下皱襞非常高，乳头和乳晕比皱襞要近，通常是发育畸形[14]。

## 胸罩与下垂
乳房属不含肌肉组织的外部器官，不受外力影响，取决于地心引力，锻炼不能改变其外型。很多女性错误地认为，既然乳房在解剖学上不能自我支撑，那么穿着胸罩能防止乳房在日后的生活中下垂。研究人员、胸罩厂家、健康专业人员都没能找到证据，支持穿胸罩能减慢乳房下垂的想法。胸罩厂家谨慎表示戴胸罩仅会影响乳房的形状。

### 胸罩不能防止下垂
加迪夫威尔士大学医院职业外科医生罗伯特·曼塞尔表示，胸罩并不能防止乳房下垂，乳房韧带的拉伸和下垂在日后的生活中，无论如何都发生得非常有规律，这是重量的作用，重乳房尤为常见，妇女穿着不能阻止。Playtex CEO约翰·迪锡同意曼塞尔的观点。“穿胸罩预防下垂没有任何医学证据，乳房本身不是肌肉，不可能把它垫高。”
资深医科学作家德博拉·富兰克林在《健康》杂志上写道，“尽管如此，终生佩戴胸罩是永久保持曲线的关键仍然是个神话，蜂腰定义女性的权利轮廓是个被误导的概念。”
富兰克林采访的新泽西州医学院外科医生克里斯汀·海科克，是运动医学专家。他指出，“库珀韧带无关与之配套的乳房组织.....只负责把乳房放入分开的隔室。”她指出，大多数女性随着年龄的增长开始下垂，胸非常大的女性一般更易受到影响。然而，下垂跟韧带或是乳房大小无关。
抛开幻想和恐惧，胸罩的优劣可归结为：如果女人选择穿胸罩，会给他良好的感觉——更多的支撑、更好地控制或是更美观——赋予她更多地权利......海科克表明，女性做运动时是否穿胸罩，选那个风格的胸罩，痛苦会让她们作出抉择。
大胸的女性做运动时不穿胸罩会不舒服，但海科克博士表示，“胸罩不会对胸部肌肉或乳腺组织造成持有的伤害。”她的研究发现，“那些穿A罩杯的女性常常比没有胸罩的女性要舒服。”

### 不穿胸罩提升舒适度
两项小研究提供的一些迹象，表明穿胸罩可能对乳房下垂带来整体负面的影响。日本的一项研究中，11名女性穿着标准胸罩三个月后接受测量。专家发现，她们的乳房变大变低，胸部下围减少，上围增加，乳房最低点向外向下移动。该效果在乳房较大的女性身上更为明显。这可能跟选作实验的特定胸罩有关，更换不同的模型，会产生变化。

## 治疗
患者选择整形手术减轻乳房的下垂。整形外科医生提供了几种消除乳房下垂的方式。用手术纠正下垂乳房的大小、外形和高度叫做“乳房固定术”。此外，女性也可以选择乳房假体，或者用上两种办法。提胸办法在手术上抬升了薄壁组织（乳腺肿块），削减或重塑皮肤外层的大小，将乳头乳晕复合体调换到乳房半球的更高位置。如果下垂正在发生，女性不想用乳房固定术，假体通常能放在肌肉上面，填满乳房的皮肤和组织。肌肉下放置可导致乳房畸形。在这些情况下，假体应在胸部的高出，而自然的乳房组织应挂在假体下面。　